# Улитинский сельсовет (Одинцовский район)
Улитинский сельсовет — упразднённая административно-территориальная единица, существовавшая на территории Московской губернии и Московской области до 1922 и в 1927—1968 годах.
Улитинский сельсовет был образован в первые годы советской власти. По данным 1919 года он входил в составе Ягунинской волости Звенигородского уезда Московской губернии.
В 1922 году Улитинский с/с был упразднён.
В 1927 году Улитинский с/с был восстановлен.
В 1929 году Улитинский сельсовет вошёл в состав Звенигородского района Московского округа Московской области.
14 июня 1954 года к Улитинскому с/с были присоединены Волковский (селения Бушарино, Власово, Волково, Никифоровское, Рязань и Троицкое) и Локотенский с/с.
22 июня 1954 года из Улитинского с/с в Каринский были переданы селения Покровское и Тараканово.
7 декабря 1957 года Звенигородский район был упразднён и Улитинский с/с был передан в Кунцевский район.
28 июля 1960 года в связи с упразднением Кунцевского района Улитинский с/с был передан в восстановленный Звенигородский район.
1 февраля 1963 года Звенигородский район был упразднён и Улитинский с/с вошёл в Звенигородский сельский район. 11 января 1965 года Улитинский с/с был передан в новый Одинцовский район.
27 декабря 1968 года Улитинский с/с был упразднён. При этом селения Дьяконово, Локотня, Михайловское, Улитино и Хотяжи были переданы в Каринский с/с, Власово, Никифоровское и Троицкое — в Никольский с/с, а Бушарино, Волково и Рязань — в Шараповский с/с.
Список населённых пунктов:
- Бушарино (с 14 июня 1954 (передан из упразднённого Волковского с/с) по 27 декабря 1968 (передан в Шараповский с/с) года);
- Власово (с 14 июня 1954 (передан из упразднённого Волковского с/с) по 27 декабря 1968 (передан в Никольский с/с) года);
- Волково (с 14 июня 1954 (передан из упразднённого Волковского с/с) по 27 декабря 1968 (передан в Шараповский с/с) года);
- Никифоровское (с 14 июня 1954 (передан из упразднённого Волковского с/с) по 27 декабря 1968 (передан в Никольский с/с) года);
- Рязань (с 14 июня 1954 (передан из упразднённого Волковского с/с) по 27 декабря 1968 (передан в Шараповский с/с) года);
- Троицкое (с 14 июня 1954 (передан из упразднённого Волковского с/с) по 27 декабря 1968 (передан в Никольский с/с) года).